# Anthrenus pimpinellae
Anthrenus pimpinellae är en skalbaggsart som beskrevs av Fabricius 1775. Anthrenus pimpinellae ingår i släktet Anthrenus och familjen ängrar. Arten är reproducerande i Sverige.

## Underarter
Arten delas in i följande underarter:
- A. p. pimpinellae
- A. p. isabellinus

## Bildgalleri

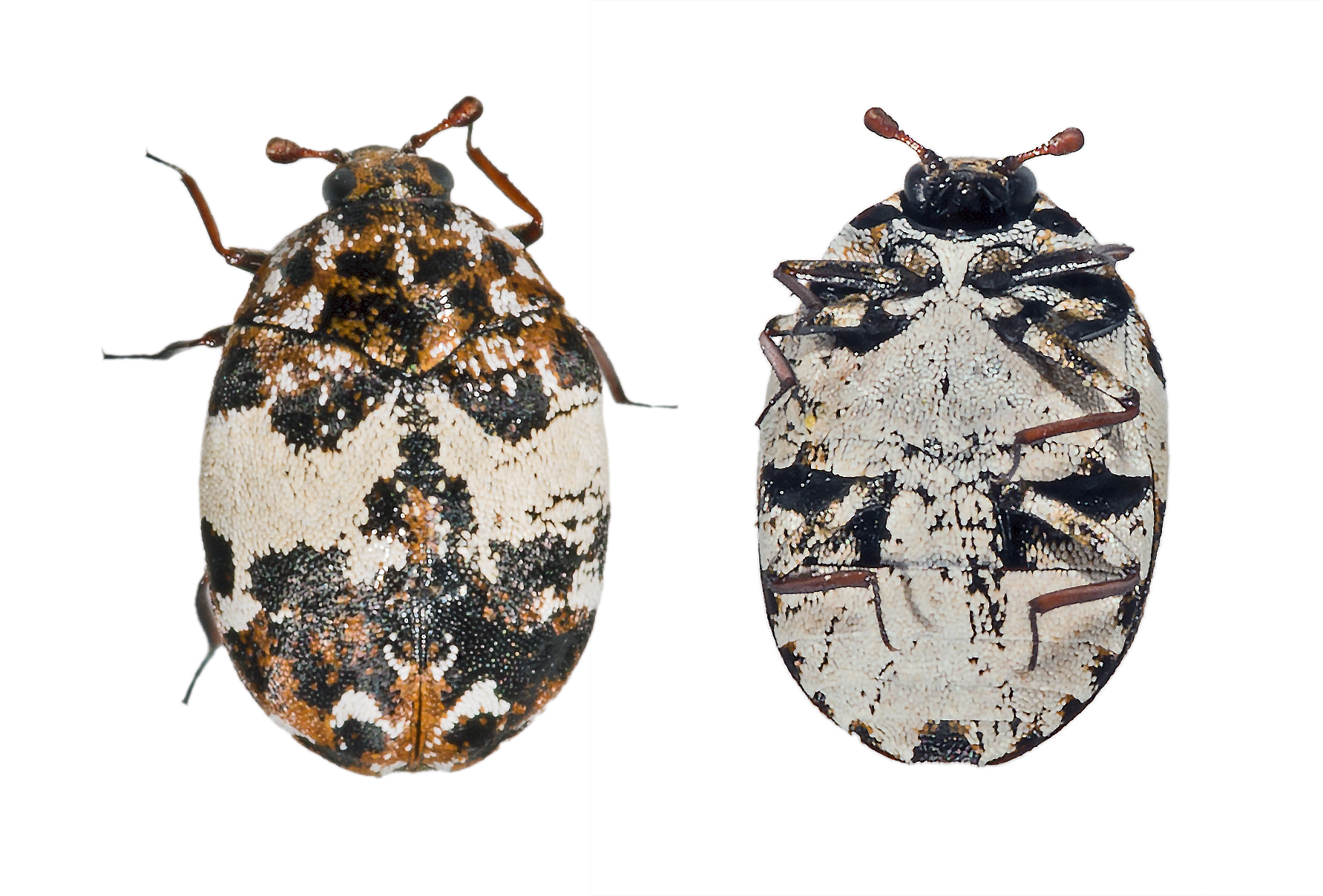
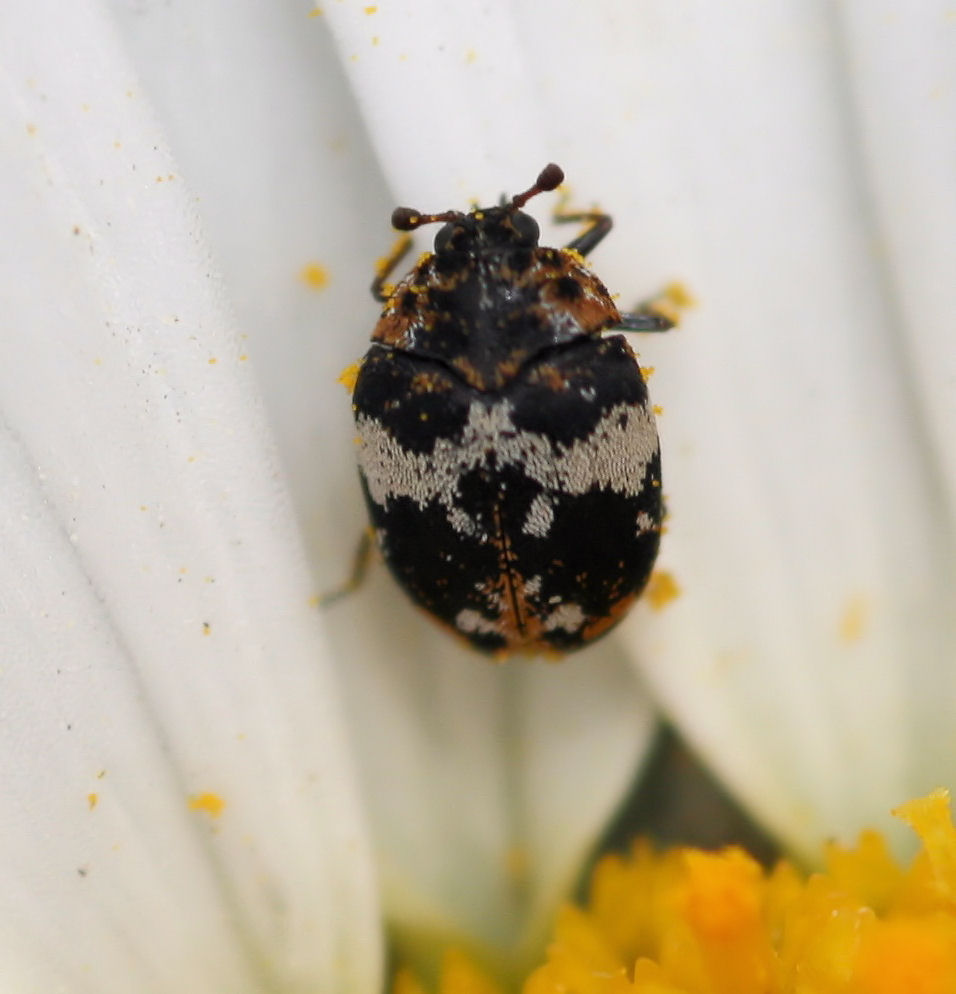
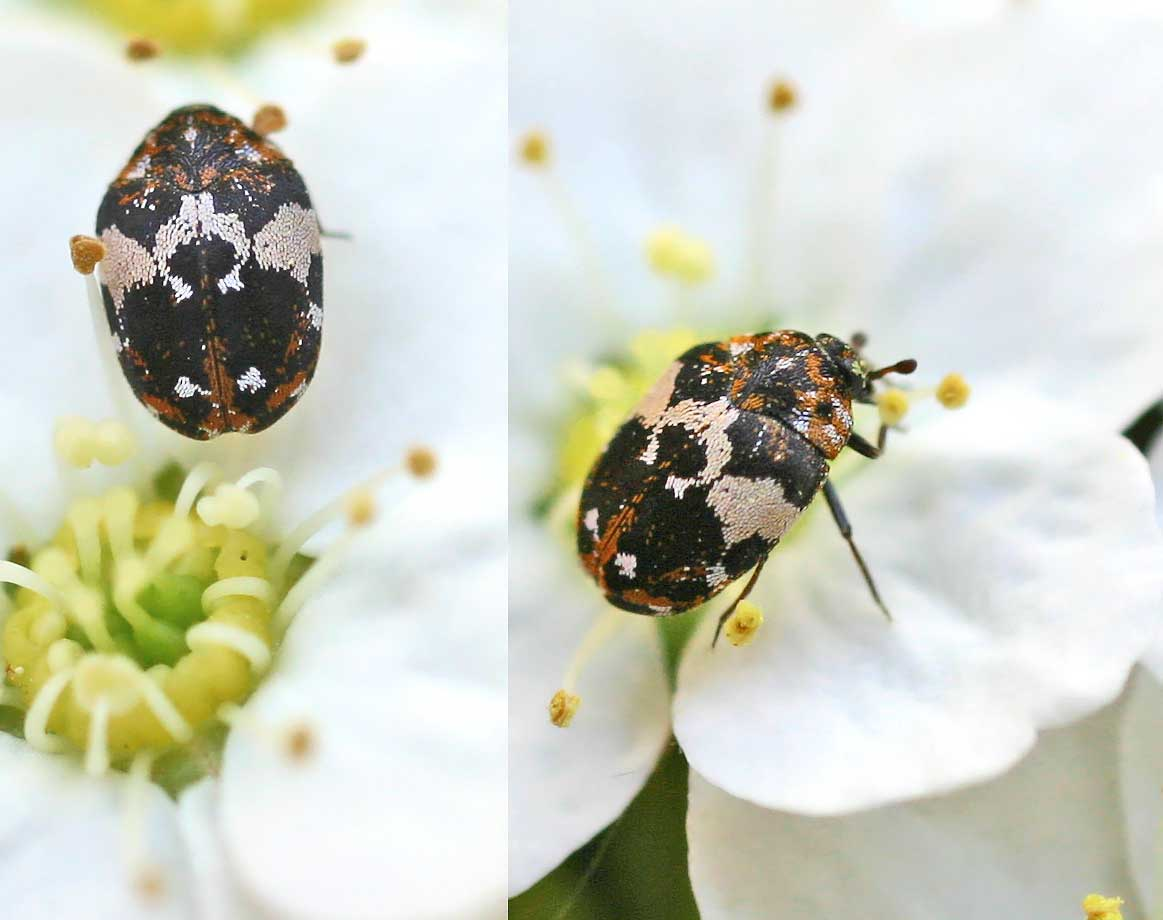
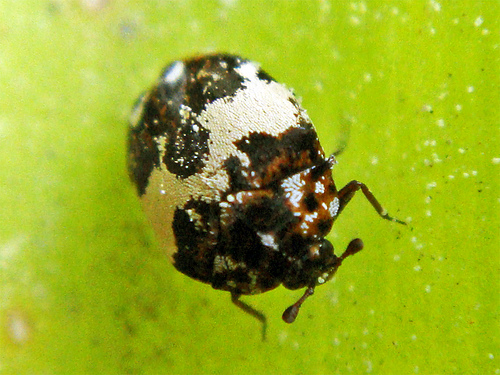
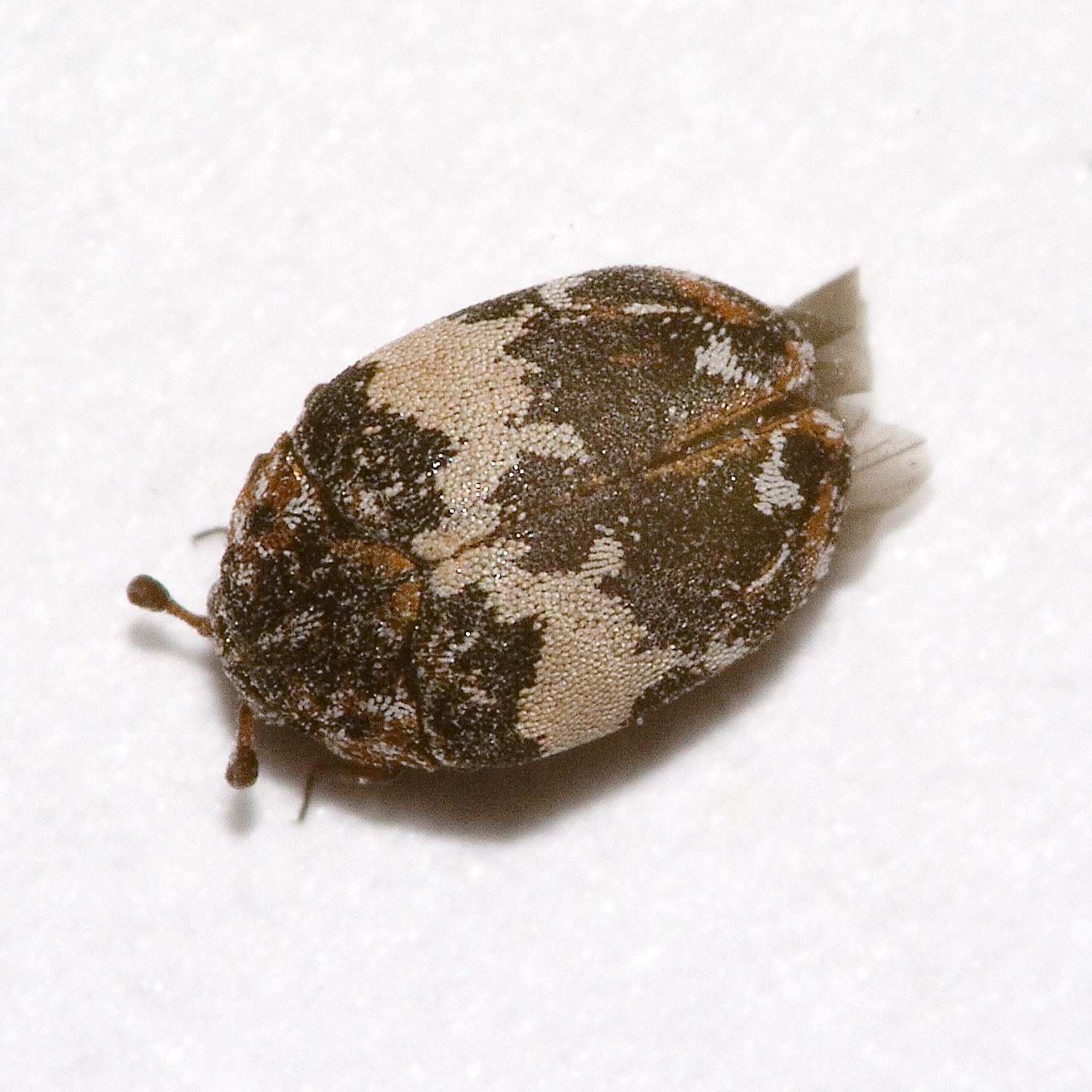
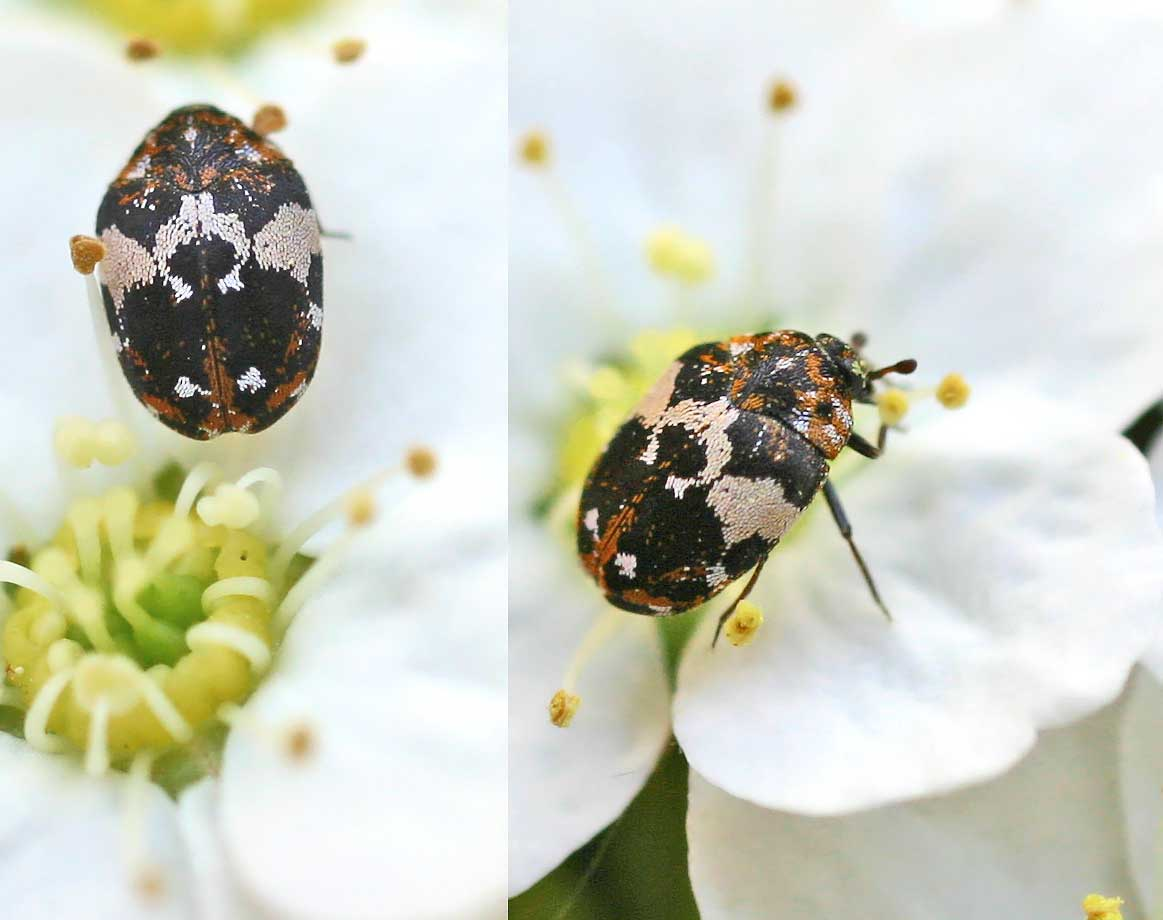